# Hypoxylon carneum
Hypoxylon carneum är en svampart som beskrevs av Petch 1924. Hypoxylon carneum ingår i släktet Hypoxylon och familjen kolkärnsvampar.   Inga underarter finns listade i Catalogue of Life.